# Ike's Wee Wee
Ike's Wee Wee is de zeventiende aflevering van Comedy Centrals animatieserie South Park. Ze was voor het eerst te zien op 27 mei 1998.

## Verhaal
In deze aflevering geeft Mr. Mackey een speech over drugs en alcohol genaamd "Drugs Are Bad" om de kinderen ervan te overtuigen dat deze dingen zeer slecht zijn voor de gezondheid. Hij heeft het over roken, alcohol, marihuana en LSD. De kinderen luisteren absoluut niet en maken alleen maar grappen over Mr. Mackeys opvallende voorkomen (vanzelfsprekend over zijn enorme ballonvormige hoofd). De presentatie is helemaal niet interessant of informatief, hij zegt bijvoorbeeld: "Drugs are bad, you shouldn't do drugs." dit zegt hij eigenlijk altijd nadat hij verteld heeft over een andere drug. Hij geeft ook een beetje marihuana (hij spreekt het uit als "marriage-you-wanna") door de klas en vraagt de kinderen er even aan te ruiken zodat ze weten wanneer een van hun vrienden het gebruikt.
Kyle nodigt ondertussen Stan, Cartman en Kenny uit voor Ikes besnijdenis. (Kyles familie is Joods) Hij weet alleen zelf niet precies wat een besnijdenis is. Mr. Mackey vraagt de marihuana dan terug maar tot zijn schrik is het nergens meer te bekennen. De kinderen worden dan allemaal onderzocht door de politie maar het wordt niet gevonden. Wanneer het hoofd van de school erachter komt dat een van de kinderen het zomaar weg had kunnen pakken ontslaat Principal Victoria Mr. Mackey onmiddellijk. (Te zien is dan dat Mr. Garrison Teletubbies aan het kijken is terwijl hij stoned is.)
Nadat hij gepraat heeft met Chef en met vijf andere mensen, is Stan erachter gekomen dat een besnijdenis een soort van feest is waar: "they'll chop off his penis!". De jongens zijn geschokt en vragen aan Kyles ouders wat een besnijdenis is. Ze leggen uit dat het een viering is van Ikes progressie in het leven en dat ze hem daarom gaan besnijden. Omdat hij er nog steeds niets van begrijpt wordt Kyle heel erg boos en besluit hij om zijn broertje te beschermen tegen de besnijdenis.
Ondertussen is Mr. Mackey het zat dat hij constant voor hippie uit wordt gemaakt en gaat dan naar een kroeg waar hij zich dronken voert. Terug thuis komt hij erachter dat zijn slot van zijn huis omgezet is zodat hij niet binnen kan. Zijn huisbaas heeft dit gedaan omdat hij er ook achter is gekomen dat Mackey drugs geeft aan kinderen. Omdat hij nu dakloos is gaat hij maar in een steegje slapen, hij ontmoet hier een zwerver die hem een trekje van een joint geeft. Mr. Mackey waant zich dan helemaal ergens anders waar veel neonverlichting is. De volgende dag ontmoet hij twee hippies die hem wat LSD geven, nadat hij het gebruikt heeft wordt zijn hoofd nog groter zodat hij uiteindelijk opstijgt en door South Park gaat vliegen.
Om hem te beschermen tegen de besnijdenis, zet Kyle Ike op een trein naar Nebraska. Kyle maakt dan een Ikevormige pop zodat zijn ouders niets vermoeden. Dit loopt gigantisch mis wanneer de pop wordt aangevallen door een hond en overreden wordt door een vrachtwagen voor het huis van de Broflovski's. Bij de begrafenis van Ike komt Kyle er pas achter dat Ike geadopteerd is uit Canada en dat hij dus niet zijn biologische broertje is. Omdat hij dit nu weet, besluit hij om niets meer te geven om Ike en vertelt hij zijn ouders dat hij niet dood is maar in Nebraska is.
Mr. Mackey, die nu een hippie is, ontmoet een vrouw en gaat samen met haar vingerverven bij haar huis. Dan al besluiten ze om te trouwen en op huwelijksreis naar India te gaan. Mr. Mackey maakt dan zijn stropdas los wat resulteert in een grote verkleining van zijn hoofd. Ondertussen dwingen Kyles ouders hem om mee te gaan naar Nebraska om mee te helpen Ike te vinden. Ze ontdekken dan dat hij als tafelpoot wordt gebruikt in een bar. Omdat hij nog steeds weigert om Ike als broertje te zien krijgt Kyle huisarrest.
Wanneer hij op huwelijksreis is wordt Mr. Mackey opgepakt door "The A-Team" en Jimbo. Ze zeggen dat ze hem liever helpen met zijn drugsverslaving dan hem neer te schieten. Mr. Mackey zegt dan dat zijn nieuwe leven hem wel bevalt en dat hij al sinds die keren in South Park geen drugs meer heeft gebruikt. Niemand luistert en nadat hij in de afkickkliniek is geweest is hij weer genezen. Zijn stropdas wordt dan weer vastgebonden en zijn hoofd keert terug naar de "normale" grootte.
De dag van de besnijdenis is aangebroken en Kyle heeft nog steeds huisarrest. Wanneer de rabbi aankomt om de besnijdenis uit te voeren vlucht Ike naar Kyles kamer omdat hij bang is. Kyle besluit om Ike toch maar te verdedigen maar wanneer hij hoort dat een besnijdenis een stukje van de penis afhalen zodat hij groter lijkt is, besluit hij om Ike toch maar te laten gaan. Stan en Cartman besluiten dan ook om besneden te worden.
De aflevering eindigt met dat Mr. Mackey de leerlingen vertelt over drugs en hoe slecht ze wel niet zijn. De kinderen maken dan weer grappen over hem en alles is weer terug bij het oude.

## Kenny's dood
- Op de begraafplaats kort na Ikes begrafenis valt hij in een graf. Meteen daarna valt een grote grafsteen boven op hem. Er komt dan weer snel een nieuwe begrafenis. Hij is te zien in de klas na de besnijdenis, maar na de scène waarin Mr. Garrison praat is zijn bureau weer leeg.

## Rare dingen
- Zowel het slechte als het goede geweten van Mr. Macky bevelen hem aan bier te gaan drinken, wat hij zelf geen goed idee vindt.
- Kyle heeft een geschrokken uitdrukking op zijn gezicht kort voordat Stan vertelt wat een besnijdenis is.
- Deze aflevering zegt dat Mr. Mackeys hoofd zo groot is omdat zijn stropdas zo strak zit (ongeveer de grootte van Timmy), maar in Proper Condom Use zegt hij dat zijn hoofd zo groot is omdat hij geen hoop meer had om een vrouw te vinden en in Child Abduction Is Not Funny is te zien dat zijn ouders ook zulke grote hoofden hebben maar geen stropdas dragen.
- Nadat Kyles ouders uit de trein zijn gestapt is er een scène waar de trein weg is. De volgende scène staat hij er weer.
- Face van The A-Team is niet te zien.
- Als BA, Hannibal en Murdock Mr. Macky in het busje gooien stappen ze zelf ook in. In de volgende scène zie je in het busje alleen nog BA zitten, met Jimbo, Mr. Garrison, Principal Victoria en Mr. Macky. Hannibal en Murdock zijn weg. Dit zou verklaard kunnen worden doordat Mr. Macky onder invloed is van drugs, maar dan nog is het raar dat BA gedeeltelijk te zien is.
- De foto op Kyles nachtkastje zit ook in het fotoboek van Ike.
- Na Kenny's dood zie je hem weer in de klas zitten en dan weer niet.

## Popcultuurreferenties
- Een voorbijrijdende chauffeur stopt en zegt dat Mr. Mackey en Homer Simpson één ding gemeen hebben: dope. (Het klonk als D'oh, dit is de bekende uitspraak van Homer Simspon.)
- Mr. Mackey heeft het over John Lennon en Paul McCartney wanneer hij het over lsd heeft tijdens de toespraak.

## Trivia
- In het klaslokaal boven het bord staat er op de alfabetlijn: "DiOsMiOhAnMaTaDoHaKeNnYbAsTaRdOsFqUtWgPfVzGuXcEbOzRqJ", er staat ongeveer: "¡Dios mío, han matado a Kenny! ¡Bastardos!", dit is Spaans voor "Oh My God! They Killed Kenny! You Bastards!". Dit werd ook gedaan in de aflevering hiervoor, ChickenloverChickenlover.
- In het kantoortje van de directrice hangt de poster uit de boekenbus uit de aflevering ChickenloverChickenlover waarop staat "Reading Rocks".
- In deze aflevering wordt bekend dat Ike eigenlijk geadopteerd is uit Canada. Dit staat op zijn grafsteen nadat het leek of Ike was vermoord door een hond. Het ging hierbij om een dummy. Op zijn grafsteen staan de jaartallen 1996 - 1998. Ike is hier dus 2 jaar oud.